# Beinasco
Beinasco – miejscowość i gmina we Włoszech, w regionie Piemont, w prowincji Turyn.
Według danych na rok 2004 gminę zamieszkiwały 17 344 osoby, 2890,7 os./km².

## Miasta partnerskie
- Piatra Neamț, Rumunia
- Manilva, Hiszpania